# Micrasema togatum
Micrasema togatum är en nattsländeart som först beskrevs av Hagen 1864.  Micrasema togatum ingår i släktet Micrasema och familjen bäcknattsländor. Inga underarter finns listade i Catalogue of Life.